# Округ Клеберн
Округ Клеберн (енгл. Cleburne County) је округ у америчкој савезној држави Арканзас. По попису из 2010. године број становника је 25.970. Седиште округа је град Хибер Спрингс.

## Демографија
Према попису становништва из 2010. у округу је живело 25.970 становника, што је 1.924 (8,0%) становника више него 2000. године.
| Група             | 2000.          | 2010.          |
| Белци             | 23.392 (97,3%) | 24.894 (95,9%) |
| Афроамериканци    | 29 (0,1%)      | 72 (0,3%)      |
| Азијати           | 35 (0,1%)      | 52 (0,2%)      |
| Хиспаноамериканци | 282 (1,2%)     | 517 (2,0%)     |
| Укупно            | 24.046         | 25.970         |